# Dede, Çukurca
Dede là một xã thuộc huyện Çukurca, tỉnh Hakkâri, Thổ Nhĩ Kỳ.